# Hysen Hakani
Hysen Hakani est un réalisateur albanais, également scénariste, né le 28 juillet 1932  à Berat (Albanie) et mort le 7 février 2011 .

## Biographie
Il réalise son premier long métrage, Hotel Pokrok en Tchécoslovaquie en 1956. L'année suivante il tourne un documentaire en noir et blanc sur le match opposant l'Albanie à l'Allemagne, Futboll : Shqipëri-Gjermani, ainsi qu'un petit mélodrame, Fëmijet e saj, dans lequel une jeune mère refuse d'écouter le médecin lorsque son fils est mordu par un chien enragé.
L'un de ses films les plus connus est Debatik (1961) : en 1942 des enfants s'opposent à l'occupant fasciste en créant une petite organisation nommée Debatik.
En 1966, Echos au bord de la mer se situe également pendant la Seconde Guerre mondiale : un patriote se heurte à son fils, qui - selon lui - se comporte mal et trahit son pays.
Dans son dernier film, Lundrimi i parë (1984), l'action se passe à bord d'un bateau de pêche, où un officier récemment arrivé se heurte à l'équipage en tentant d'introduire de nouvelles méthodes de travail.
En bref, le débat moral et la résistance contre diverses formes d'autorité sont des thèmes omniprésents dans ses films, dont Hysen Hakani écrit souvent lui-même le scénario.
Il meurt le 7 février 2011 à 78 ans.

## Filmographie (en tant que réalisateur)
- 1956 Hotel Pokrok
- 1957 Futboll : Shqipëri-Gjermani ; Fëmijët e saj
- 1961 Debatik, en collaboration avec Gëzim Erebara
- 1964 Toka jonë
- 1966 Echos au bord de la mer/La Famille du pêcheur (Oshëtimë në bregdet)
- 1969 Njësiti guerril
- 1972 Ndërgjegja
- 1977 Cirku në fshat
- 1979 Mysafiri
- 1980 Një ndodhi në port
- 1981 Plaku dhe hasmi
- 1984 Lundrimi i parë